# Grzyby mięsożerne

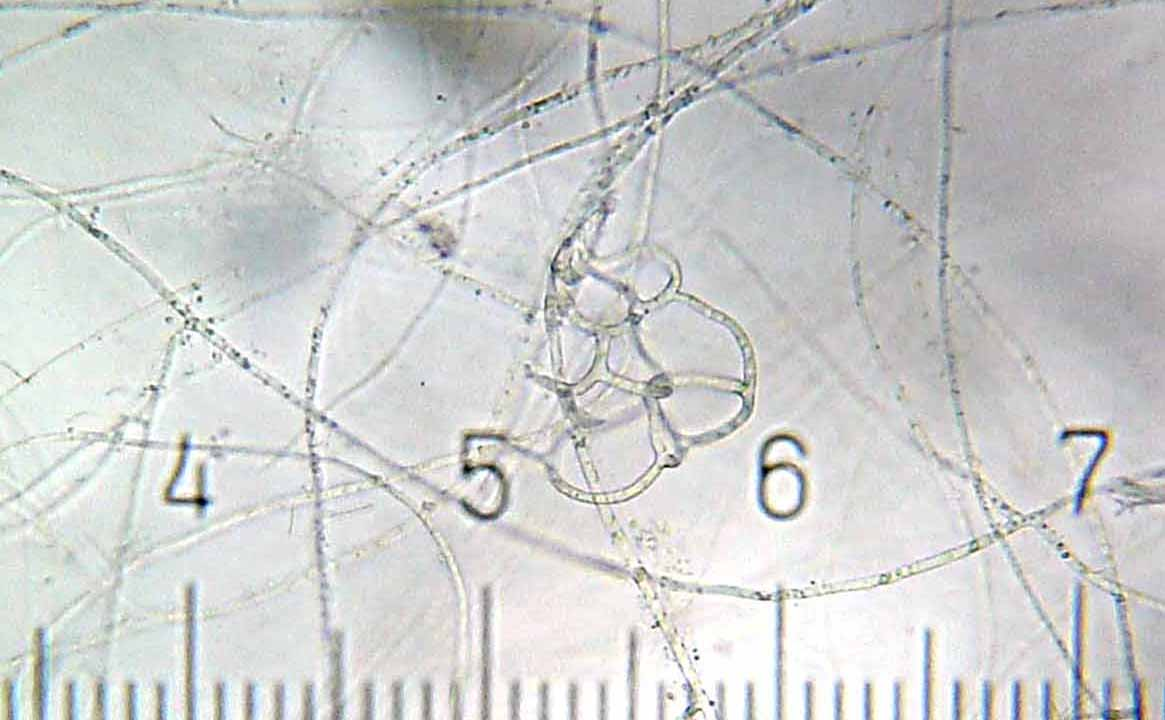
Mikroskopowe zdjęcie grzyba z rodzaju Arthrobotrys, pokazujące pętlę grzybni służącą do chwytania małych organizmów

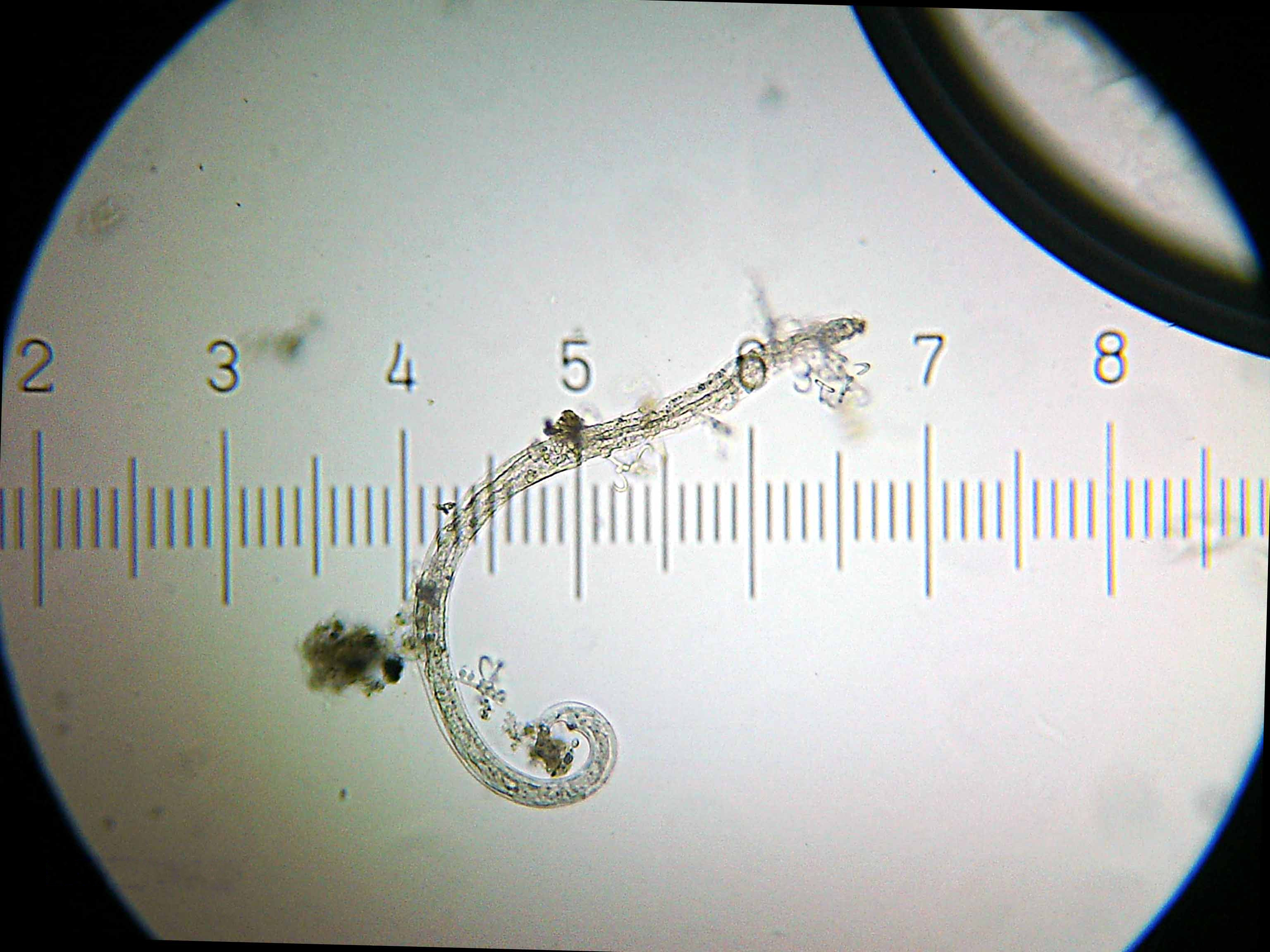
Martwy nicień ze strzępkami grzyba Harposporium anguillulae

Grzyby mięsożerne, grzyby drapieżne, grzyby zoofagiczne – grupa grzybów odżywiających się drobnymi bezkręgowcami. Niektóre z nich łapią je aktywnie za pomocą specjalnych struktur i te nazywane są grzybami drapieżnymi, inne paraliżują je substancjami chemicznymi.
Ofiarami grzybów mięsożernych są głównie nicienie Nematoda (grzyby nematopatogeniczne), owady Insecta (grzyby entomopatogeniczne), pierwotniaki Protozoa (przede wszystkim korzenionóżki Rhizopoda) i wrotki Rotatoria. Grzyby te znajdują się w glebie i w wodach, zarówno słodkich, jak i słonych. Znaleziono je w wodzie nawet na głębokości 3 km.
Jednym z najczęściej stosowanych pułapek zastawianych przez grzyby na zwierzęta są strzępki pokryte klejem. Wyróżnia się kilka ich rodzajów:
- sieć strzępek pokryta substancją powodującą przyklejanie się,
- klejące kolumnowe rozgałęzienia grzybni,
- klejące wybrzuszenia grzybni, tzw. cysty strzępkowe[4]
- pierścienie z klejącymi wybrzuszeniami (pętle strzępkowe)[2]
- toksocysty z paraliżującymi substancjami chemicznymi[5].

Na klejące się strzępki Stylopage grandis łowi drobne nicienie. Gdy zwierzę dotknie jego strzępek przykleja się do szybko krzepnącego śluzu i zostaje uwięzione. Ze strzępek do wnętrza ciała zwierzęcia wnikają ssawki grzyba trawiące jego ciało za pomocą enzymów. Inne gatunki w podobny sposób łowią korzenionóżki. Dactylellina lobata ma na strzępkach płaskie wybrzuszenia wydzielające kleistą substancję. Przylepiają się do nich ameby i inne korzenionóżki. Dactylella ellipsospora na strzępkach ma kilkukomórkowe trzonki z lepkimi główkami na szczycie. Gdy zwierzę dotknie główki, przykleja się do niej. Próbując się uwolnić szamoce się, co tylko pogarsza jego sytuację, gdyż wkrótce przykleja się do wszystkich sąsiednich główek. Z główek wyrastają silnie nabrzmiałe ssawki, które wrastają do ciała ofiary i pobierają z niej substancje pokarmowe. Zaatakowane zwierzę ginie. Ten gatunek poluje głównie na nicienie. Na pędach glonów i roślin w wodach słodkich rośnie grzyb Sommerstorffia spinosa. Jego liczne, krótkie i prostopadle odstające strzępki są silnie błyszczące i zbudowane z kalozy. Grzyb ten poluje na wrotki i pierwotniaki opatrzone aparatem rzęskowym. Ruch ich rzęsek wytwarza siłę ssącą, która wciąga strzępki grzyba. Zwierzęta przyklejają się do nich, a kaloza w ciągu kilku minut przekształca się w klej zlepiający ich rzęski i unieruchamiający je. Następnie koniec strzępki pęcznieje i wyrastają z niego liczne, delikatne ssawki wrastające do ciała zwierzęcia.
Drugim sposobem łapania drobnych zwierząt są pierścienie krępujące. Tak np. polują na ameby żyjące w glebie Dactylella bembicoides i Dactylella doedycoides. Z ich strzępek wyrastają okrągłe pętle w kształcie pierścieni. Składają się one z trzech komórek pierścienia i dwóch komórek podstawy, a pierścień zrośnięty jest z główną strzępką. Gdy jakieś zwierzę podrażni je, wówczas w czasie 1/10 s wnętrze pętli pęcznieje do środka, a komórki pierścienia skracają się i silnie opasują nicienia. Próbując się uwolnić nicień szarpie się, co przenosi podrażnienie na sąsiednie komórki pierścieni. Nicień zostaje schwytany również przez sąsiednie pierścienie i ginie. Wówczas dopiero z pierścieni wyrastają do ciała zaduszonej ofiary ssawki grzyba. Jeśli w glebie jest dużo nicieni, grzyb tworzy bardzo dużo pętli przygotowanych do chwytania zdobyczy. Trawienie trwa niecały dzień.
Najbardziej skomplikowany sposób łowów na nicienie ma Arthrobotrys oligosporus. Grzyb ten ze swoich strzępek tworzy skomplikowaną sieć o niewielkich i bardzo rozciągliwych oczkach. Gdy nicień, wpełźnie w pierścień, komórki go tworzące w błyskawicznym tempie zaczynają pochłaniać wodę ze środowiska, wskutek czego 3-krotnie zwiększają swoją objętość. Uduszony nicień ginie, a grzyb spokojnie przerasta go i trawi zdobycz.
Gatunki mięsożerne są wśród grzybów stosunkowo liczne, samych gatunków wyspecjalizowanych w polowaniu na nicienie wyróżnia się ponad 160. Mogą one znaleźć zastosowanie w biologicznym zwalczaniu szkodników. Mięsożerne gatunki grzybów znajdują się nawet wśród najwyżej ewolucyjnie rozwiniętych podstawczaków (Basisiomycota). Przykładem może być boczniak ostrygowaty (Pleurotus ostreatus), Jest on grzybem saprotroficznym, ale może też łapać nicienie. Jego grzybnia wydziela nematotoksynę, która zakłóca działanie aparatu gębowego nicienia i paraliżuje go. Strzępki grzybni boczniaka przerastają ofiarę i trawią ją.
Do grzybów mięsożernych należą również grzyby endopasożytnicze. One również żyją kosztem zwierząt, ale nie wytwarzają rozległej grzybni poza ciałem żywiciela. W glebie bytują zazwyczaj tylko w formie zarodników konidialnych. Jeśli zarodnik zainfekował zwierzę, grzybnia rozrasta się wewnątrz jego ciała wytwarzając zarodniki, tak więc cały cykl życiowy endopasożyty przechodzą wewnątrz żywiciela.